# Dziguta
Dziguta (en georgiano: ძიგუთა; en abjasio: Ӡыгәҭа, romanizado: Dzyguta; en armenio: Ձիգութա) es un pueblo que pertenece a la parcialmente reconocida República de Abjasia, parte del distrito de Sujumi, aunque de iure pertenece al municipio de Sojumi de la República Autónoma de Abjasia de Georgia.

## Geografía
Dziguta se encuentra a 2,5 km al norte de Sujumi. Limita con la región montañosa derivada del Gran Cáucaso en el norte, Guma y Besleti en el oeste; Bagmarani y Machara en el este (ambos parte del distrito de Gulripshi); y la ciudad de Sujumi en el sur.  
Las aldeas de Ajalsopeli, Akapa, Alekseevka, Birya, Gvarda, Kelasuri, Kelasuri, Lekujona, Linda y Volodárskoe están bajo la administración del pueblo. 

## Historia
En ese momento, el pueblo estaba poblado en gran parte por georgianos, que formaban la mayoría de la población, mientras que la otra gran comunidad eran los armenios. En el consejo de la aldea de Besleti, también en su mayoría georgianos, excepto en la aldea de Ajalsopeli en el este, donde predominaban los armenios.
Tras la guerra de Abjasia (1992-1993), la gran mayoría de la población georgiana abandonó el país.

## Demografía
La evolución demográfica de Dziguta entre 1959 y 2011 fue la siguiente:
| 720                                                 | 881 | 1036 |
| (Fuente: Population of Abkhazia since Soviet times) |     |      |

La población ha aumentado ligeramente tras el fin de la guerra, en parte debido a su cercanía con Sujumi. En el pasado la mayoría de la población eran georgianos y armenios y rusos, pero en la actualidad la mayoría son armenios (con una minoría de abjasios). Los habitantes georgianos fueron forzados a huir de Abjasia en lo que se conoce como limpieza étnica de georgianos en Abjasia.
|              | 2011      | 2011       |
| Grupo étnico | Población | Porcentaje |
| ------------ | --------- | ---------- |
| Georgianos   | 65        | 6,3%       |
| Abjasios     | 183       | 17,7%      |
| Rusos        | 66        | 6,4%       |
| Ucranianos   | 5         | 0,5%       |
| Armenios     | 645       | 62,3%      |
| Griegos      | 51        | 5,9%       |
| Total        | 1036      | 100%       |

## Economía
En el pueblo se cultivaba tabaco, té, maíz, cítricos, frutas y aquí se construiría una planta empacadora de frutas. 

## Infraestructura

### Educación
Aquí se construyó una escuela secundaria, una biblioteca, una casa de cultura y un centro de salud.